# فتاة الأبطال
فتاة الأبطال القوة الجديدة في الثقافة الشعبية (بالإنجليزية:Girl Heros:
The New Force In Popular Culture)
(هو نص2002)من تأليف سوزان هوبنكز.إنه تحليل ثقافي للنمط المعاصر للفتاة الشجاعة في الثقافة الشعبية. يناقش هوبنكز بوجود صلة بين فرقة الفتيات المثيرات البريطانية في التسعينات سبايس جيرلز، ورؤيتها لقوة الفتاة، وإنشاء نوع جديد من «الفتاة الشجاعة». يستكشف هوبنكز أيضا أدوار شخصيات مثل عارضات الأزياء،فتاة ساحرة وكارمن سانديجو، وبريتيني سبيرز، ولارا كردفت، وزينا، ودانا سكولي، وتشارلي أنجليز (إصدار 2000), وصابرينا سبيلمان، ومولان، وبوفي سامرز.
كما تقوم بإجراء مقارنات بين هذه الصور والصور السابقة، مثل إيمابيل أوف ذا أفينجرز، وبرنامج تلفزيوني في السبعينات، ووندر وومان، ومادونا، وبرنامج ملائكة تشارلي التلفزيوني في السبعينات، مشيرة إلى الاستقلال النسبي لهذا النموذج الأصلي عن دعم الذكور والأهل.

## الملاحظات
لومبي، كاثرين (نوفمبر 2002). «فتاة القوة الأفضل لشبكة الإنترنت.» أبطال الفتيات: القوة الجديدة في الثقافة الشعبية «لسوزان هوبكنز». مراجعة كتاب الأسترالية. "Girl Heroes" هو كتاب يتأمل بعمق في مسألة الصورة والموضوعية، وحول ما هو على المحك في مثالية نيتشه للذاتية الجمالية، عالم تنقسم فيه الانقسامات بين الوهم والواقع والفن والحياة. في الواقع، فإن أحد الأشياء التي تجعل هذا الكتاب ممتعًا للقراءة هو أن المؤلف لديه فهم واثق من التضاريس الأخلاقية والفلسفية الأوسع نطاقًا التي تعمل فيها حتى تتمكن من جعلها تبدو بسيطة.
1. ↑  Burns، Maureen (2002-11). "Review: Girl Heroes: The New Force in Popular Culture". Media International Australia incorporating Culture and Policy. ج. 105 ع. 1: 174–176. DOI:10.1177/1329878x0210500129. ISSN:1329-878X. مؤرشف من الأصل في 2019-12-10. {{استشهاد بدورية محكمة}}: تحقق من التاريخ في: |تاريخ= (مساعدة)